# Best of Soul (BoA)
Best of Soul è un album di raccolta della cantante sudcoreana BoA, pubblicato nel 2005. Il disco fa parte della discografia giapponese dell'artista.

## Tracce
1. Listen to My Heart – 3:57
2. ID; Peace B – 3:54
3. Amazing Kiss – 4:34
4. Kimochi wa Tsutawaru (The Feeling Comes) – 4:24
5. Every Heart: Minna no Kimochi (Everyone's Feelings) – 4:33
6. Valenti – 4:18
7. Kiseki – 4:20
8. No.1 – 3:14
9. Jewel Song – 5:27
10. Shine We Are! / Earthsong – 5:05
11. Double – 3:28
12. Rock with You – 4:15
13. Quincy – 3:49
14. Kono yo no Shirushi (The Mark of Tonight) – 3:47
15. Meri Kuri – 5:34
16. La-la-la Love Song (Toshinobu Kubota & Naomi Campbell cover) – 5:40